# Chris Blackburn
Christopher Raymond Blackburn (* 2. August 1982 in Chester) ist ein englischer Fußballspieler. Der Defensivspezialist steht seit 2008 bei Aldershot Town unter Vertrag.

## Karriere
Chris Blackburn debütierte im August 1999 unter Manager Kevin Ratcliffe für Chester City in der Football League Third Division. Nach dessen Abgang einige Wochen später, wurde Blackburn in das Reserveteam zurückversetzt und erhielt im Sommer 2000, nach dem Abstieg des Teams in die Conference National, einen Profivertrag. Dort etablierte er sich in den folgenden drei Jahren im Mittelfeld und verließ den Klub nach Ablauf seines Vertrages 2003. Einem kurzen Abstecher in die US-amerikanische USL Premier Development League zu Nevada Wonders folgte nach seiner Rückkehr in die Football Conference ein mehrmonatiges Intermezzo bei Northwich Victoria, bevor er im Februar 2004 einen Kurzzeitvertrag beim FC Morecambe unterzeichnete. Am Saisonende erhielt er von Morecambe einen neuen Zwei-Jahres-Vertrag, die Saisonpause verbrachte er erneut bei Nevada in den USA.
Bei Morecambe spielte er nach einer Verletztenmisere 2004/05 überwiegend in der Abwehr und konnte dort als Innen- und Rechtsverteidiger überzeugen. 2007 schaffte er mit Morecambe durch einen 2:1-Erfolg über Exeter City im Play-off-Finale den Aufstieg in die Football League Two. Blackburn entschied sich im Anschluss an den Aufstieg, den Verein zu verlassen und wechselte als nomineller Innenverteidiger zum Drittligisten Swindon Town. Dort konnte er sich gegen die Konkurrenz nicht durchsetzen und wurde im März 2008 nach nur sieben Ligaeinsätzen an den FC Weymouth verliehen, dem er zum Klassenerhalt in der Conference National verhalf. Im Sommer 2008 einigte er sich mit Swindon auf eine Vertragsauflösung und wechselte ablösefrei zum Aufsteiger Aldershot Town in die League Two.
Zwischen 2002 und 2006 kam Blackburn zu insgesamt vier Einsätzen für „England C“, einer Nationalauswahl von Spielern aus dem Non-League football.